# 5,15-二苯基-10,20-二(4-吡啶基)卟啉
5,15-二苯基-10,20-二(4-吡啶基)卟啉是一种有机化合物，化学式为C42H28N6。它可由吡咯、苯甲醛和4-吡啶甲醛按2:1:1化学计量比在丙酸中于150 °C回流反应，经柱分离后得到。它和碘甲烷反应，得到相应的N-甲基吡啶鎓卟啉二碘化物。它可以和金属形成配位化合物。